# 霊侯
霊侯（れいこう、生年不詳 - 紀元前531年）は、春秋時代の蔡の君主。姓は姫、名は般。景侯の子。蔡の太子となった。紀元前543年、姫般は楚から妻を迎えたが、景侯が彼女と密通した。姫般は景侯を殺害して、自ら即位した。紀元前538年、霊侯は楚の霊王の主催する申の会合に参加した。楚と諸侯の連合軍とともに呉に進攻した。翌年、再び楚および諸侯とともに呉に進攻した。紀元前531年、霊侯は楚の霊王に申に招かれ、酒に酔いつぶれたところを殺害された。在位12年。楚の公子弃疾の攻撃により、蔡は陥落し、蔡はひとたび滅亡した。